# Florence Trevelyan
Florence Trevelyan Trevelyan (Newcastle upon Tyne, 7 febbraio 1852 – Taormina, 4 ottobre 1907) è stata una filantropa e naturalista britannica.
Fu un'appassionata di giardini e pioniera del conservazionismo.

## Biografia

### Vita in Gran Bretagna
Membro di una famiglia dell'aristocrazia terriera del Northumberland, Florence Trevelyan era figlia di Edward Spencer Trevelyan (1805 – 1854) e Catherine Ann Forster (1815 – 1877), cugina e dama di corte della regina Vittoria, sposatisi il 5 settembre 1833 (una prima figlia, Edith, era morta il 29 dicembre 1849 durante il parto); era anche nipote di Sir John Trevelyan (quinto Baronetto di Wallington Hall). Fu battezzata nella Chiesa di St. Andrew ad Hartburn e le fu imposto quale secondo nome Trevelyan, in modo che potesse mantenerlo da sposata.
A seguito del suicidio del padre, quando Florence aveva appena due anni , la famiglia si trasferì ad Hallington Demesne, nel Northumberland dove Florence e sua madre acquisirono uno spiccato interesse per il giardinaggio .
Dopo la morte della madre, nel novembre del 1877, Florence insieme alla cugina Harriet Perceval, viaggiò in Europa per circa due anni, giungendo anche in Sicilia. Florence fu vicina alla regina Vittoria, quando visse al Castello di Balmoral dopo la prematura morte del marito, il principe Albert, fino a quando fu accusata di avere una relazione adulterina con il figlio, il principe di Galles e futuro re Edoardo VII. Dovette così, per evitare lo scandalo nell'Inghilterra vittoriana e puritana e per volere della stessa regina, lasciare velocemente e per sempre l'Inghilterra.

### A Taormina
Si stabilì quindi a Taormina, dove giunse nel 1884, dove visse in esilio con un cospicuo vitalizio regio e da cui non fece più ritorno in Inghilterra.
Nel 1890 sposò il dottore Salvatore Cacciola, per molti anni anche sindaco di Taormina. Col tempo comprò alcuni terreni lungo il pendìo, ed intraprese la creazione di un giardino in stile inglese, da lei chiamato “Hallington Siculo”; dal giardino si gode uno splendido panorama, dal mare fino all’Etna. Nel giardino furono collocate diverse specie di piante rare e fu adornato da piccoli edifici fantasiosi, le cosiddette victorian follies, costruiti con mattoni e diversi generi di pietre.
Sempre nel 1890 acquistò l’Isola Bella, un'isoletta prospiciente la spiaggia di Taormina, legata alla costa da uno stretto istmo sabbioso, facendovi costruire una casa e un giardino. Oltre a varietà tipiche del clima mediterraneo, vi piantò specie non autoctone e arbusti rari cosicché il luogo divenne presto la dimora di vari uccelli marittimi e di interessanti lucertole.

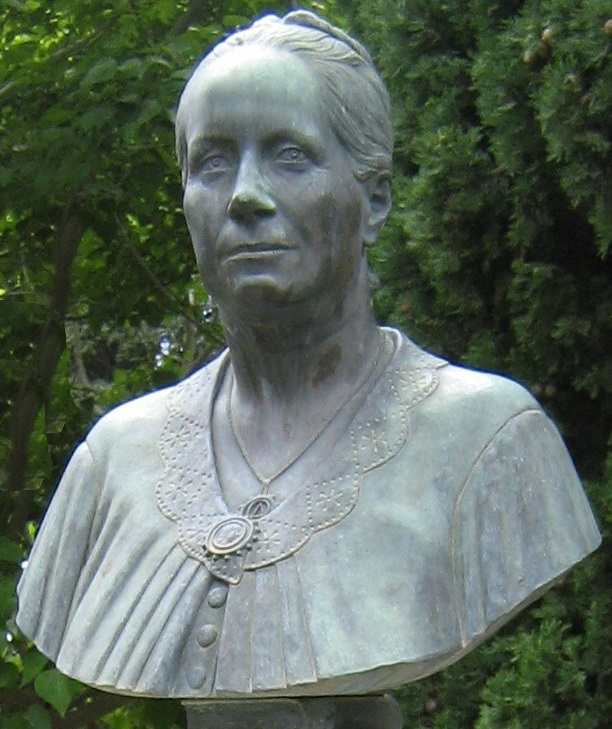
Busto di Florence Trevelyan a Taormina

Nel marzo 1906 Edoardo VII d’Inghilterra e la Regina Alessandra arrivarono a Taormina con lo yacht reale e furono ospiti di Florence Trevelyan, che era la residente britannica più in vista.
Come disposto nel suo testamento, Florence fu sepolta nel vicino villaggio di Castelmola, sopra Taormina.

## Eredità
Dopo la morte di Florence il giardino di “Hallington Siculo” fu espropriato con Regio Decreto del 18 febbraio 1923 n.528 g.u. del Regno d'Italia n. 71 del 26 marzo 1923 ed ora è parte di un parco comunale denominato "Parco Florence Trevelyan"  e costituisce la seconda attrazione turistica di Taormina dopo il Teatro e, insieme con l’Isola Bella, riceve migliaia di visitatori ogni anno; il suo contributo alla vita economica di Taormina è stato riconosciuto in libri e film.
Florence fu anche una pioniera della conservazione degli habitat per uccelli in Italia (la LIPU, Lega Italiana Protezione Uccelli, fu fondata solo nel 1965). Tutti i lasciti di beni immobili nel suo testamento contengono la condizione che il legatario non debba tagliare alberi, coltivare la terra o costruire case in alcuna porzione delle terre da lei possedute in Inghilterra o in Sicilia. A coloro che ereditarono Hallington Siculo impose l’obbligo del giardinaggio e per l’Isola Bella impose la più assoluta protezione delle specie di uccelli che vi dimoravano; dispose anche che fossero accuditi tutti gli altri animali dei quali lei si era presa cura in vita, come uccelli, cani, capre, pappagalli, pavoni, piccioni, colombe e canarini.